# トマス・バティ
トマス・バティ（英語: Thomas Baty、1869年2月8日 - 1954年2月9日）は、イギリスの国際法学者である。アイリーン・クライド（英語: Irene Clyde）名義での執筆も行っていた。

## 経歴
バティはスコットランドに近いイギリス北部の中産階級の家庭に生まれた。学業優秀だったバティは奨学金を得てオックスフォード大学に進学し、法学士、法学修士号を取得、ケンブリッジ大学で法学博士となった。
その後、バティはケンブリッジ大学の国際法教授の座を志望するが、彼のライバルであったヘンリー・リチャーズ（Sir Henry Erle Richards）に敗れ、志から遠のいてしまう。そして、同時期に日本の外務省から34年間法律顧問を務めた米国人ヘンリー・デニソンの死去（1914年）に伴い、後任として招聘する話が持ち込まれたことから、バティは1916年、日本政府に雇われ働き始めた。1920年には彼の3年間の法律顧問における功績に対し日本政府は瑞宝章を授与している。
バティは来日から1922年までの間に日本の人々との交流を通じ、日本への愛着と信頼を醸成させていった。1922年、ヘンリー・リチャーズの死去に伴い、ケンブリッジ大学の国際法教授の後任に推挙されるが、辞退している。その後、日本政府との契約を何度か更新し、1928年には外務省の正式な職員に昇格した。
1931年、満州事変が起きると、リットン報告書に対する日本側の反論を書き上げ、また、翌1932年には後述する"The Manchurian Question:Japan's Case in the Sino-Japanese Dispute as Presented before the League of Nations"という日本政府の報告書を作成した。1936年、この時の功績に対し、日本政府はバティに二度目の瑞宝章（勲二等）を授与した。
1937年、支那事変においてバティは戦没兵士と傷病兵の家族のための基金に5度に渡り多大な寄付を行うが、その結果として、1939年には英国外務省は、バティを英国に不利益をもたらした人物とみなすようになった。1941年12月、日本の対英開戦以後も外務省の被雇用者として日本に残留し、戦時下においても日本の政策について論じた内容の論文を執筆し続けた。1945年、日本の敗戦後、英国外務省はバティを反逆罪により訴追する事を検討するが、高齢である事を考慮し、英国籍剥奪にとどめた。
その後、バティは加納久朗から与えられた千葉県一宮町の別邸に居住して日本外務省に再雇用される形で晩年を過ごし、外務省顧問を1952年まで務めた。
1954年2月9日、『黄昏の国際法（International Law in Twilight）』の原稿をかきあげた直後に脳溢血で死去。

## 人物
彼の生涯を通じて特筆すべき事は1916年に日本外務省の法律顧問に就任後、彼が自身の国際法観に従い中国における日本の立場を一貫して擁護し続けた点である。
そのようなバティの主張は日本の満州国における軍事行動を国際連盟規約および他の協定に違反するものではない、というイギリス内の意見と合致するものであったが、1930年代後半、日英の反目が表出するなか、彼は次第に英国に不利益をもたらした人物とみなされるようになっていった。
しかし、バティはただ親日派であったから日本政府の対支政策を中心とする対外政策を擁護していたというわけでない。バティは、自身の国際法理論に背馳しない日本政府の対外政策をこそ正しいと信じ支持したのである。そして、バティの国際法理論が立脚する国際関係観は、ピーター・オブラス(Peter Oblas)が認めているように、先の大戦以後に米国で勃興し主流となったところの、主権を持つ国民国家を主要アクターと考えるリアリスト学派（realist school）の国際関係観に近似しているのである。このことから、バティが提起した問題は重要な意義を帯びている。
また、バティは主に自身の国際法理論を根拠に日本を擁護する議論を引き起こしたが、それは1920年代から主にイギリス人により行われていた日本の外交政策を擁護する議論の一側面であり、それがすべてではないことに注意すべきである。
日本の帝国陸軍は中国におけるコミンテルンの企図とその活動を脅威と認識し危険視していたのであり、その危険を中国から排除する目的で満州事変と引き続く諸事件を引き起こしたのである。この帝国陸軍の考えに同調し、｢中国および、大英帝国に対するボルシェヴィキの脅威」を認め、良好な日英関係が重要である｣と認識した人々が英国内に一定数存在した。

### フェミニストとしてのバティ
バティはセックス嫌いで生涯独身を貫いた。また、彼がイギリスで1916年から1940年にかけて、エスター・ローパーやエヴァ・ゴア＝ブースらとともに年3～6回でフェミニズム雑誌『ユーレイニア』（Urania、200～300部）を発行していたことからも示されるように、バティは筋金入りのフェミニストであった。
そして、バティ自身、母親と妹を伴って来日し、間もなく母親を亡くした後、日本で妹に身の回りの世話をしてもらいながら残りの生涯を送る（妹は1944年に日本で死亡）、という中性的な人物であった。
この事からピーター・オブラスは、「バティの日本への情熱の一つの理由は、男女のアイデンティティーのとらえ方と実際とが日本においては自由であった一方で、イギリスでは、女系家族の理念…ヴィクトリア時代の若者たちにおいては男性と女性は極めて自由に混淆し、女性は男性に従属していなかった…から離れつつあったからである、と見ることもできるかもしれない」と指摘している。

## バティの国際法観および国際関係観
第一次世界大戦後、国際連盟ができたことに伴い、国際法は、慣習や理性に基づく諸権利に係る諸原則に立脚する主権の論理に比し、国際的なフォーラムにおける諸国家の実態（practice）に、より関心を寄せるようになった、しかし、バティはこのような考えに与しなかった。
彼は1930年に 上梓した"The Canons of International Law"（国際法の規準）という著書の中で、あらゆる国際法が抱かなければならない規準として、単純性、確実性、客観性、弾力性の4つを挙げている。
バティの国際法観は当時の潮流からしてみれば異端であったが、彼のこのような国際法観を基礎にした国際関係におけるアプローチの仕方は前述したように先駆的であったと言える。そのような国際法観に立脚して、日本と中国に係る国際法的諸問題について日本を擁護する議論を展開していった。そしてまた、日本政府も1931年に満州事変が起きると、｢（1920年代の中国について）中国全体の当局ないし統一的コントロールをする主体が存在しないことから、国際法的には特定の中国政府に着目して他国が中国の国家承認を行うことはできない｣とするバティの国際法観を援用し、国際連盟に訴えたのである。
バティは前述した『国際法の規準』（1930年発表）の中で、｢当時の中国は『記憶と待望』の中に存在する地理的表現に過ぎず、主要な政権だけで南京の国民党政権と奉天（Mukden）の張作霖軍閥政権の二つがあり、その二者間で内戦が行われていた中にあって、中国の領域は法的には誰のものでもなく、日本には、現地の日本人を保護するために中国の特定の地域に軍事介入する権利はもとより、欲すればその地域を併合する権利さえある｣という論理を展開したが、その論理を日本政府は満州事変に用いた。
つまり日本政府側は、中国は国家としての体を為していないのだから、満州を中国より分離せしめる日本側の行動は、中国の保全を是認するところの九カ国条約に違背するものでもなく、いわんや国際連盟規約やその他の恒久的協定や条約に違背するものではない、と主張した。
しかし、リットン報告書はこのような日本側の主張を退けたので、バティは、この報告書に対する日本政府の反論を、事実上一人で書き上げることになり、また翌1932年には、日本による満州国の承認が、中国の一体性の保持を謳った1922年の九カ国条約の違反にはあたらない、という日本政府の報告書も書き上げた。
以上が、彼が日本の対支政策を国際法に照らし合わせて論じる際に用いた、自身の国際法観と国際関係観の概要である。
しかし、これは前述したように、当時、日本の対中国政策の是非を問う際に論じられたところの法律論的な側面にすぎないことに注意しなければならない。これだけでは、なぜバティが日本に対し強いシンパシーを抱いていたのかがわからないばかりではなく、彼を誤解する危険性が生じてしまうからである。
以下における項目は当時行われていた議論の違う側面に焦点をあてる事によって、なぜバティを含む一部のイギリス人が日本の対中政策に共感を示したのかを明らかにした上で、バティの親日的行動の背景を婉曲的に補完するものである。

## バティとヒュー・バイアス
ピーター・オブラスによると満州事変の際、日本側が援用したバティの国際法観とそれに基づいた主張はある一人のジャーナリストによって英国や米国の指導層に紹介された。そのジャーナリストとは『ニューヨーク・タイムズ』と『ロンドン・タイムズ』の東京特派員ヒュー・バイアスである。
以下、工事中

## 英国内親日派の日本擁護論
1930年代初期、英国の体制側の人々は概して親日的傾向にあった。ジョン・パードウによれば｢体制側が極東について持っていた第一の関心は、『タイムズ』の社説が代表するように中国における英国の財政上の利益と貿易｣だったのであり、1920 - 1930年代初期において、彼らは中国のナショナリズムをしばしば共産主義と結びつけて第一の脅威と観ていたからである。
しかし、多くの場合、彼らの極東情勢観は｢中国における英国の財政上の利益と貿易｣に対する脅威度の大小を極東政策における比重として重点を置いていたのであり、日本の脅威度を相対的に小さいと観た結果、その論理的帰結として親日・反中国的スタンスを採るという傾向が強かった。
その結果、1930年代中頃には『タイムズ』などの親日的傾向にあった体制側の人々の見解は｢日本を中国における英国の財政上の利益の第一の脅威ととらえることで｣容易に反日親中国的スタンスへと傾斜せしめ、中国国民党に対しある種の共通する利害関係を認識させるに至ったのである。
しかし、このような日本を脅威視する極東情勢観に対し、日英同盟に由来する親日派の人々、とりわけ英国陸軍関係者は否定的な立場をとっていた。その内の一人であるマルコム・D・ケネディは保守的な『デイリー・テレグラフ』に以下のように書いている。
ロナルド.V.C.ボドリー、マルコム.D.ケネディ（どちらも英国陸軍士官から著述家に転向した）といった日英同盟に由来する親日派の人々は大英帝国が中国において直面している最大の脅威はソビエト連邦とそのイデオロギーであると考えていた。そして、親日派に陸軍関係者が多い事が示唆しているように、基本的に英国陸軍が組織として共有していた極東情勢観でもあった。
英国内の親日派は極東におけるソ連の領域的・イデオロギー的脅威を痛感していた、そして中国大陸での日本の行動は全てソ連の間接的侵略に対抗しようとする試みであると確信していたのである。
その一人であるロナルド・ボドリーは、1933年に上梓した著書『日本のオムレツ』(A Japanese Omelette)の中で、中国におけるソ連の脅威を認識していない人々の日本への態度に懸念を示している。
このような親日派の極東情勢観によれば、日本の対中政策はソ連の中国に対する赤化浸透戦略に対し「戦略と経済を真剣に考え抜いて行動した」結果であり、日本の行動は「ソ連が中国の不安定化につけ込む事を阻止」し、「アジアにおける共産主義の浸透を封じ込めるチャンスを世界に提供する」ものだった。
親日派の人々は「日本と英国には、中央アジアおよび極東におけるソ連の野望に対抗するという共通の利益がある」と信じ、日本との協調は英帝国の巨視的な利益を擁護するものであると確信していたのである。
そして、その一人であるマルコム・D・ケネディはこう主張する。日英が対立する事は望ましくないどころか、それは英帝国の利益に反することであり、日英間に戦争が起これば「このような戦争から利を得る唯一の国はソ連にちがいない。ソ連は資本主義列強がお互いを破壊しあうのを見ながら『形勢を見守る』のである。それから好機を捕らえて、介入するだろう。アジアをソヴィエト化するというずっと温めてきた計画を実行に移すのだ。日本はソヴィエト体制の拡大を阻止する能力と意思がある東アジア唯一の列強である。」
このように、日本と関わりが深く極東情勢に精通していた人々は日英間に存在する根本的な問題とはソ連とそのイデオロギーであると考え、そして彼らはソ連の脅威を強く意識し、日英の提携を望んだ人々であった。
彼らはソ連の中国での影響拡大を望んでいなかった。『タイムズ』の中国特派員オーウェン･M･グリーンは国際連盟とその活動に言及することを避け、満州事変が中国の内政にどのような影響をもたらすのかについて以下のように述べている。
「全世界にとってとくに深刻なのは、急進派、すなわちナショナリスト左派の台頭である。この連中は広東軍に率いられているが、広東軍の最高実力者はユージン・チェン〈陳友仁〉で、5年前にはロシアの手先であるボロディンと密接な関係を持っていた」
そして、グリーン（極東情勢に精通する人々と言い換えてもよい）にとって、起こりうる最悪の帰結は、中国で共産主義が増大することだった。
このような見解を有する人々にとって、根本的な問題は日本の政策が国際法に違反しているかどうかということではなかった、どのようにすれば中国での共産主義勢力の浸透・拡大を防ぐかが問題であったのである。
そして、1920年代から1930年代にかけて世界政治における日本の役割に関する報道に大きな腕をふるった、英国放送協会(BBC)のヴァーノン・バートレットが当時の極東情勢について「当の（国際連盟という）機構は完全な独立国を対象として創設されたので、政府の統制が遠く離れた省にはまるで及んでいない中国のような国を問題にするには、あまりにも硬直的で、対応のしようがない」ことがありうると述べたように、このような中国にどのように対処をすればいいのかが問題であった。
以上のようにトマス・バティは当時のイギリス人の中にあって、極めて特異で例外的な見解を有していたというわけではない。しかし、それ以後、日英の間で、ソ連に対する安全保障という問題が議論の焦点になることはなかったのであり、彼が日本政府側にあって主張を一貫させた事は日英関係の悪化と相俟って次第に英国政府に疎まれる原因となった。

## 著作

### 著書
- International Law in South Africa (1900)
- International Law (1909)
- (with John H. Morgan) War: Its Conduct and Legal Results (New York: E. P. Dutton and Co. 1915)
- The Canons of International Law (London: John Murray 1930)

- Academic Colours (Tokyo: Kenkyusha Press 1934)
- International Law in Twilight (Tokyo: Maruzen 1954)
- Alone in Japan (Tokyo: Maruzen, 1959), memoirs

アイリーン・クライド名義
- Beatrice the Sixteenth (London: George Bell, 1909)[10]
- Eve's Sour Apples (London: Eric Partridge,1934)

### 寄稿
- "Can an Anarchy be a State?" American Journal of International Law, Vol. 28, No. 3 (Jul., 1934), pp. 444–455
- "Abuse of Terms: 'Recognition': 'War'" American Journal of International Law, Vol. 30, No. 3 (Jul., 1936), pp. 377–399 (advocating the recognition of Manchukuo)
- "The 'Private International Law' of Japan" Monumenta Nipponica, Vol. 2, No. 2 (Jul., 1939), pp. 386–408
- "The Literary Introduction of Japan to Europe" Monumenta Nipponica, Vol. 7, No. 1/2 (1951), pp. 24–39, Vol. 8, No. 1/2 (1952), pp. 15–46, Vol. 9, No. 1/2 (1953), pp. 62–82 and Vol. 10, No. 1/2 (1954), pp. 65–80